# Могиляни (Бердянський район)
Могиля́ни — село в Україні, у Чернігівській селищній громаді Бердянського району Запорізької області. Населення становить 202 осіб (1 січня 2015). До 2016 орган місцевого самоврядування — Чернігівська селищна рада.
Село тимчасово окуповане російськими військами 24 лютого 2022 року.

## Географія
Село Могиляни знаходиться на лівому березі річки Токмак, вище за течією на відстані 4,5 км розташоване село Верхній Токмак, нижче за течією на відстані 3 км розташоване селище Чернігівка. По селу протікає кілька струмків з загатою. Поруч проходить залізниця, станція Платформа 137 км за 2 км.
Могиляни відносяться до басейна річки Молочної, зокрема території заказника «Урочище Церкви» та прилеглі території.
У селі створено ботанічний заказник «Урочище Церкви» площею 4 га.

## Історія
1785 — дата заснування.
«Урочище Церкви» було засновано в пам'ять про Троїцьку церкву у 1980 році.
Троїцька церква була побудована в 1900 році. У 1930 році церква була закрита і зруйнована в середині 1980-х років. На території нинішнього заповідника росли такі рослини, як тюльпан Шренка, півонія тонколиста і сон-трава. Тепер їх більше немає. Ділянки були взяті під охорону з метою збереження астрагала шерстистоквіткового та ковили Лессінга, занесених до Червоної книги України, чебрець двоїстий, астрагала українського, ковила української, баранця звичайного, занесених до червоного списку Запорізької області, а також лікарських рослин.
7 (20) листопада 1917 року, відповідно до Третього Універсалу Української Центральної Ради, увійшло до складу Української Народної Республіки.
12 червня 2020 року, відповідно до Розпорядження Кабінету Міністрів України від № 713-р «Про визначення адміністративних центрів та затвердження територій територіальних громад Запорізької області», увійшло до складу Чернігівської селищної громади.
19 липня 2020 року після ліквідації Чернігівського району село увійшло до Бердянського району.

## Населення
За даними перепису населення 2001 року, у селі мешкало 273 осіб. Мовний склад населення був таким:
| Мова       | Число ос. | Відсоток |
| ---------- | --------- | -------- |
| українська | 264       | 97,07    |
| російська  | 5         | 2,20     |
| білоруська | 1         | 0,37     |